# Avenida A (Manhattan)
La Avenida A es una avenida de orientación norte a sur ubicada en Manhattan, Nueva York, al este de la Primera Avenida y al oeste de la Avenida B. Recorre desde la calle Houston hasta la calle 14, desde donde continúa como una pista circular en Stuyvesant Town que lo conecta con la Avenida B. Al sur de la calle Houston, la avenida A continúa como Essex Street.
Se le considera el límite occidental de Alphabet City en el East Village. Es también el límite occidental del Tompkins Square Park.

## Sectores
Según el Plan de los Comisionados de 1811 que estableció la grilla de calles en Manhattan, las avenidas empezarían con la Primera Avenida al lado este y avanzarían hasta la Duocédima Avenida al oeste. Al este de la Primera Avenida, el plan estableció cuatro avenidas nombradas con letras de la avenida A al este hasta la avenida D en todos los lugares donde se puedan tender.
Mientras que la Primera Avenida es la avenida más oriental en casi todo Manhattan, varias secciones discontinuas fueron llamads Avenida A al norte del actual Alphabet City.

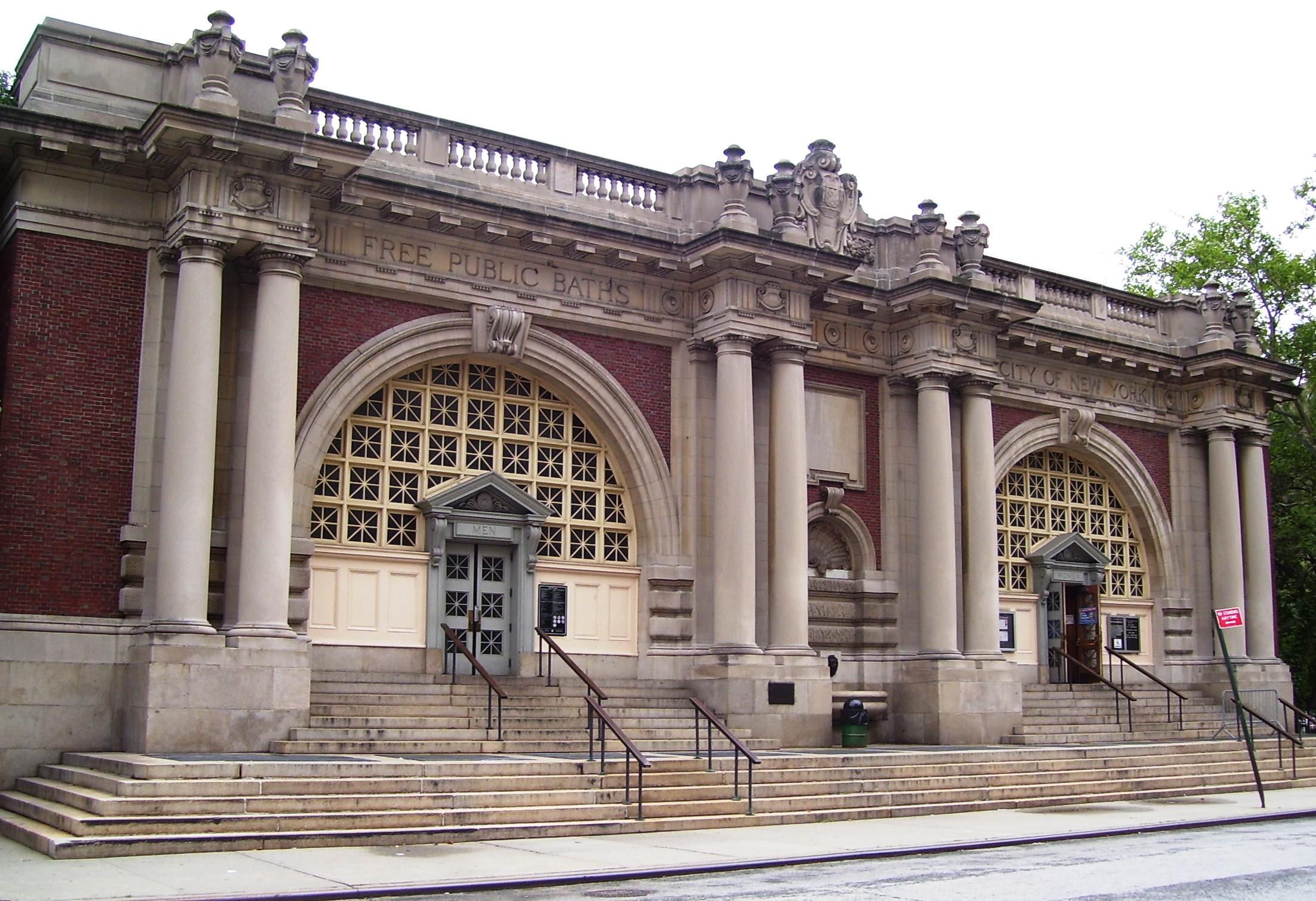
entrada a Asser Levy Public Baths

### Asser Levy Place
Una corta sección de la Avenida A de la calle 23 a la 25 en Kips Bay, Manhattan, fue separada de la sección existente en 1947 con la construcción de la Stuyvesant Town and Peter Cooper Village. La sección de dos cuadras fue renombrada en 1954 en honor a Asser Levy, uno de los primeros ciudadanos judíos de Nueva York, y un defensor fuerte e influente de las libertades civiles. La sección oriental de Asser Levy Place contiene el Asser Levy Recreation Center, que incluye los Asser Levy Public Baths, construidos en 1905-08.
Asser Levy Place cerró en octubre del 2013 para ser parte del Centro de Recreación El parque hoy contiene mesas de ping-pong de concreto, una pista y campo de atlestimo, equipación para hacer ejercicios y juegos para niños pintados como rayuela. Está siendo construido por el Departamento de Parques y Recreación de la Ciudad de Nueva York para reemplazar el extremo occidental del Robert Moses Playground en la calle 42 y la FDR Drive que se vendió a las Naciones Unidas, en preparación para una futura fase East River Greenway de la FDR Drive, que corra debajo de la Sede de la Organización de las Naciones Unidas entre las calles 38 este y 60.

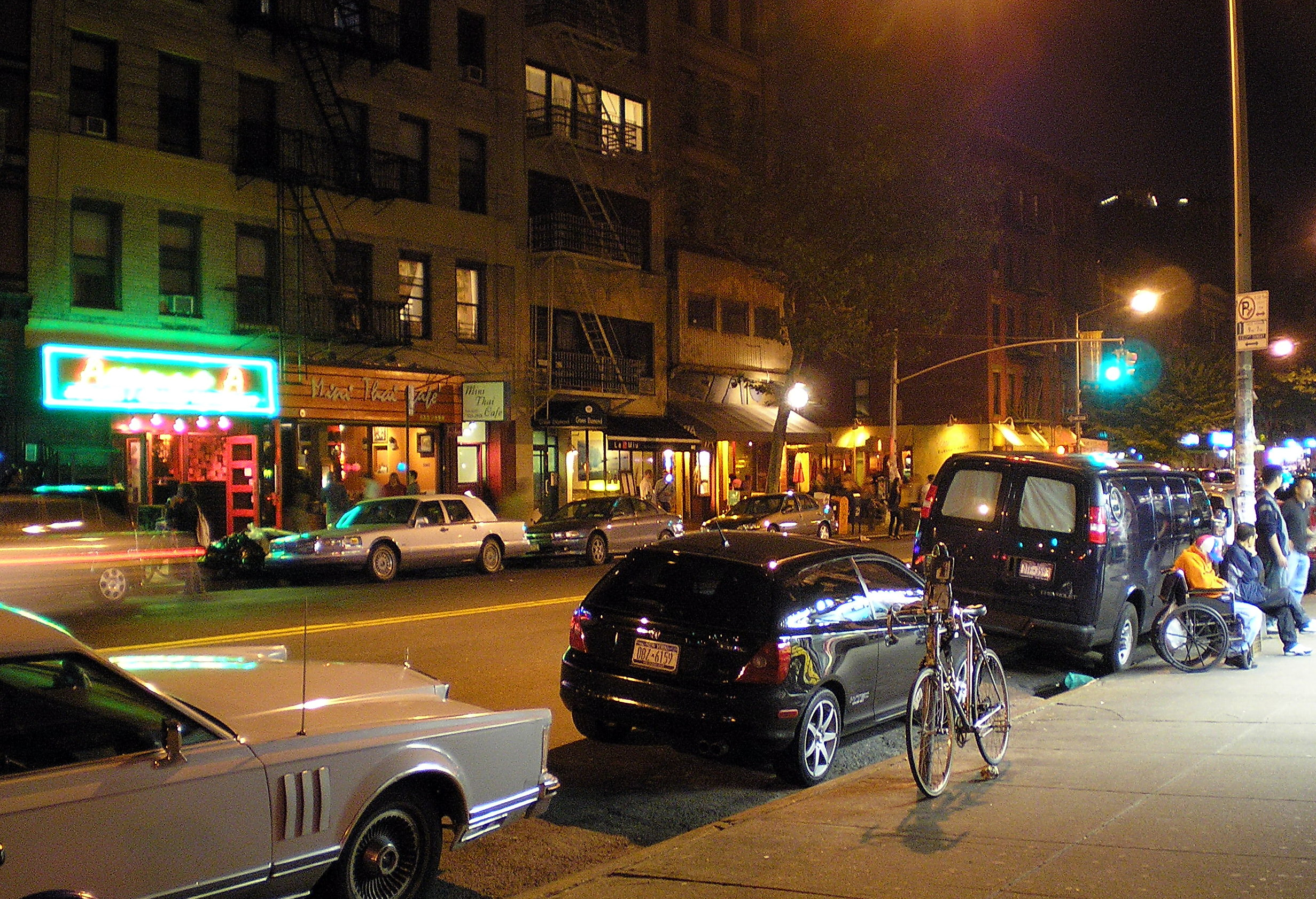
Avenida A y la calle 7 Este a medianoche.

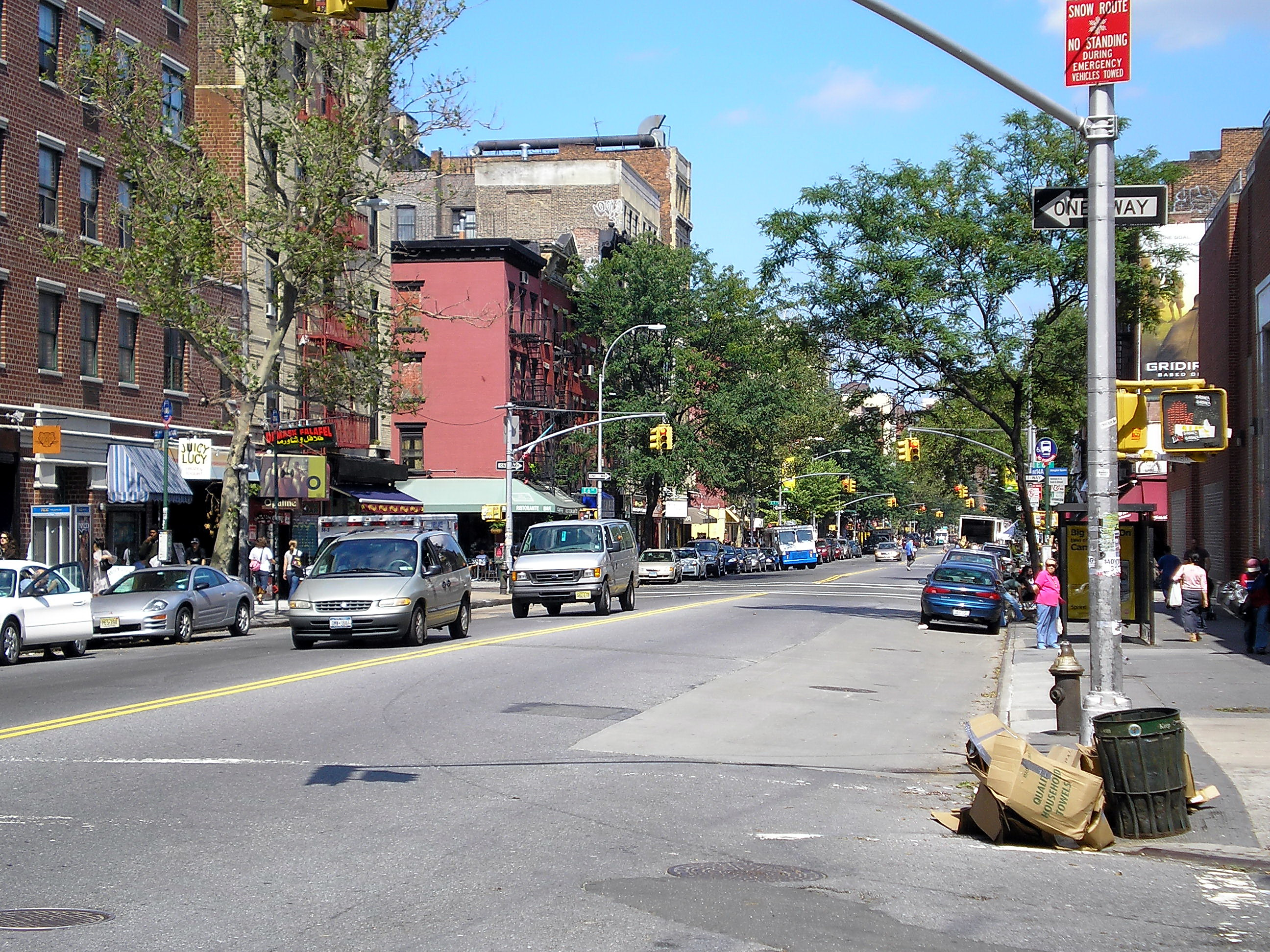
Avenida A de la calle 5 Este a mediodía

### Beekman Place
Beekman Place, ubicado en la sede de las Naciones Unidas, recorre un corto tramo entre Mitchell Place/calle 49 y la calle 51. A pesar de que no es parte de la original avenida A en el plan de 1811, se le ha nombrado en honor de la familia Beekman (entre cuyos miembros se incluye a Wilhelmus Beekman, en cuyo nombre se bautizaron la calle Beekman Street and William Street en downtown Manhattan), que eran personas influyentes en el desarrollo de la ciudad de Nueva York.

### Sutton Place y York Avenue
Sutton Place también fue antiguamente nombrado como Avenida A. En su largo original, recorría desde la calle 53 este hasta la calle 92. Effingham B. Sutton contruyó un grupo de casas en 1875 entre las calles 57 y 58 y se dice que permitió que la calle lleve su nombre a pesar de que la fuente más antigua encontrada por el The New York Times data a 1883. El Consejo Municipal de Nueva York aprobó una petición para cambiar el nombre de "Avenida A" a "Sutton Place", cubriendo las cuadras entre la calle 57 y 60covering the blocks between 57th and 60th Streets.
En 1928, una sección de una cuadra de Sutton Place al norte de la calle 59 Este, y toda la Avenida A al norte de ee punto fue renombrada como Avenida York en honor al sargento del Ejército Alvin York, quien ganó la Medalla de Honor durante la Primera Guerra Mundial por un ataque en la Ofensiva de Meuse-Argonne el 8 de octubre de 1918. Esta sección es la única antigua sección de la avenida A que aún utiliza el orden de numeración de la avenida (a pesar de que sólo tiene números de cuatro dígitos).

### Pleasant Avenue
La sección más al norte de la Avenida A, entre la calle 114 este y la 120, en Harlem del Este, fue renombrada como Pleasant Avenue in 1879. Las direcciones en la Avenida Pleasant no son contiguas con aquellas en la Avenida A (que estaría en la serie de los números 2000 si los continuara).